# Podosordaria violacea
Podosordaria violacea är en svampart som först beskrevs av Ellis & Everh., och fick sitt nu gällande namn av J.C. Krug & Cain 1974. Podosordaria violacea ingår i släktet Podosordaria och familjen kolkärnsvampar.   Inga underarter finns listade i Catalogue of Life.